# Jonathan E. Spilman
Pour les articles homonymes, voir Spilman.
Jonathan Edwards Spilman est un compositeur, avocat et ministre presbytérien américain, né le 15 avril 1812 à Greenville (comté de Muhlenberg, Kentucky) et décédé le 23 mai 1896.
Il a composé sept mélodies, dont la plus célèbre est sa mise en musique, en 1837, du poème Sweet Afton (en) de Robert Burns sous le titre Flow gently, sweet Afton.
Avocat pendant 18 ans, il a été ministre au sein du système presbytérien synodal à l'âge de 46 ans.